# Lil Tracy
Jazz Butler, známý spíše pod pseudonymem Lil Tracy (* 3. října 1995 Virginia Beach, Virginie), je americký emo rapper.

## Soukromý život
Butler se narodil roku 1995 jako syn dvou hudebníků – jeho otec Ishmael Butler byl členem experimentální hiphopové skupiny Shabazz Palaces, zatímco jeho matka Coco Clements působila v populární dívčí skupině Sisters with Voices.

## Hudební kariéra
Ještě předtím, než začal používat své umělecké jméno Lil Tracy, si říkal Yung Bruh, Yunng Karma, Souljahwitch či Toreshi Minaj. V době, kdy si říkal Young Bruh, byl součástí uskupení Thraxxhouse Collective, ve kterém vydal EP jako elegantangel, when angels cry (death has wings) a u,_u. Zde se mu podařilo najít svůj styl v podobě emo rapu a gothic rapu. V roce 2016 přijal nabídku rapera Lil Peepa, a stal se součástí GothBoiClique. Zde se Lil Tracy ještě více nalezl. Lil Tracy se podílel prakticky úplně na každém mixtapu Lil Peepa a i na jeho debutovém albu Come Over When You’re Sober.

## Diskografie

### Alba
- Sinner (2018)
- Anarchy (2019)
- Designer Talk 2 (2020)
- Saturn Child (2022)

### Mixtapy
- Cascadia Vibes (2013)
- Information (2013)
- Indigo Soul Mixtape (2014)
- Depression (2014)
- Asaku's Forest (2014)
- e m o c e a n (2014)
- ElegantAngel (2015)
- When Angels Cry (Death Has Wings) (2015)
- u,_u (2015)
- Vintage LSD (2015)
- Baeboyy (2015)
- Tracy World (2016)
- 757 Virginia Hood Nightmares (The Unknown Story) (2016)
- Moon Stones (2016)
- Tracy's Manga (2017)
- XOXO (2017)
- Life of a Popstar (2017)

### Extended playe
- White tee (with Lil Peep) (2016)

- Icy Robitussin 森林之神杨 (2014)
- Heaven's Witch (2015)
- Kim K & Kanye (2015)
- Vampire Spendin' Money (2016)
- Free Tracy Campaign (2016)
- Desire (2016)
- Castles (with Lil Peep) (2016)
- Castles II (with Lil Peep) (2017)
- Fly Away (with Lil Raven) (2017)
- Hollywood High (with Mackned) (2017)
- Designer Talk (2018)
- Sinner (2018)